# Lucio Cecchinello

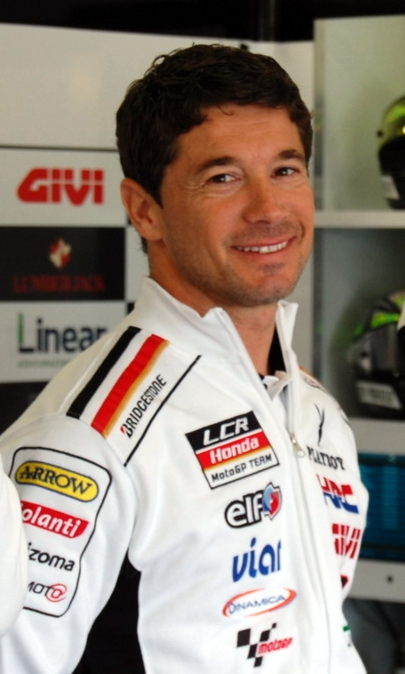
Lucio Cecchinello 2011

Lucio Cecchinello (* 21. Oktober 1969 in Venedig) ist ein ehemaliger italienischer Motorradrennfahrer und heutiger Teambesitzer und -chef.

## Karriere

### Als Rennfahrer

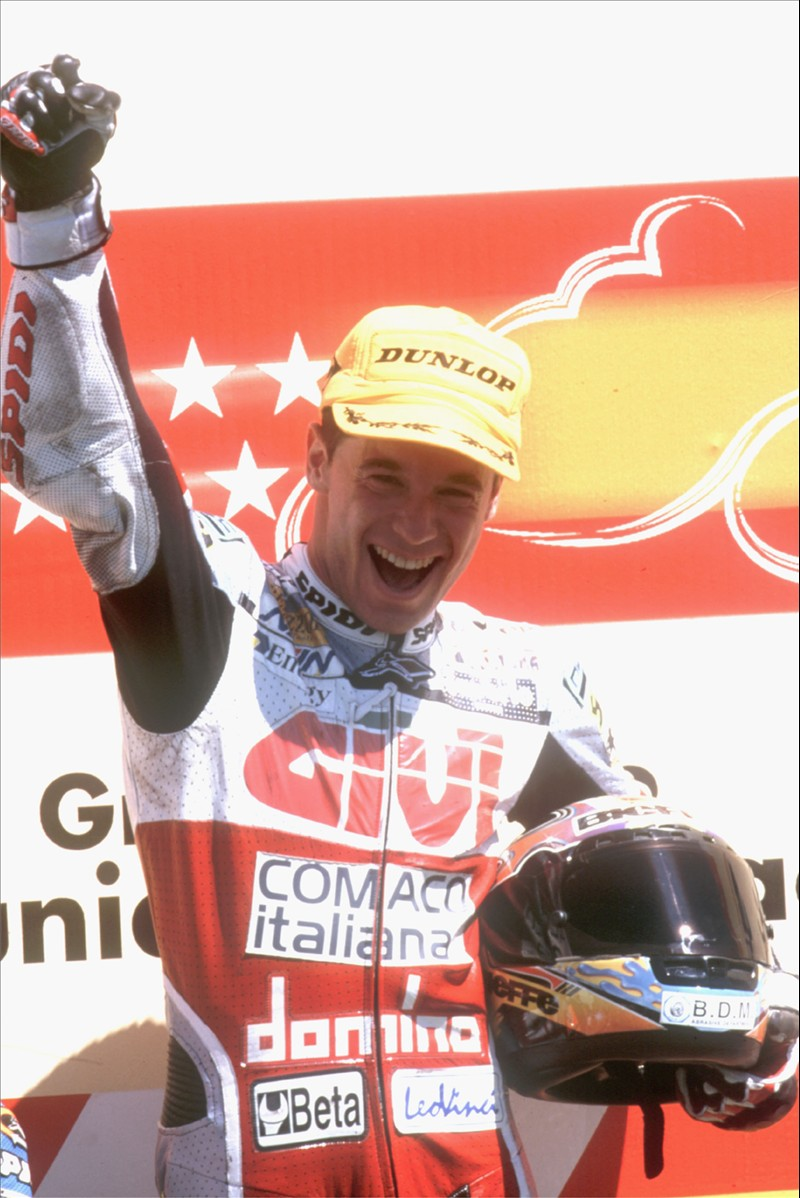
Lucio Cecchinello 1998 nach seinem Sieg beim Großen Preis von Madrid

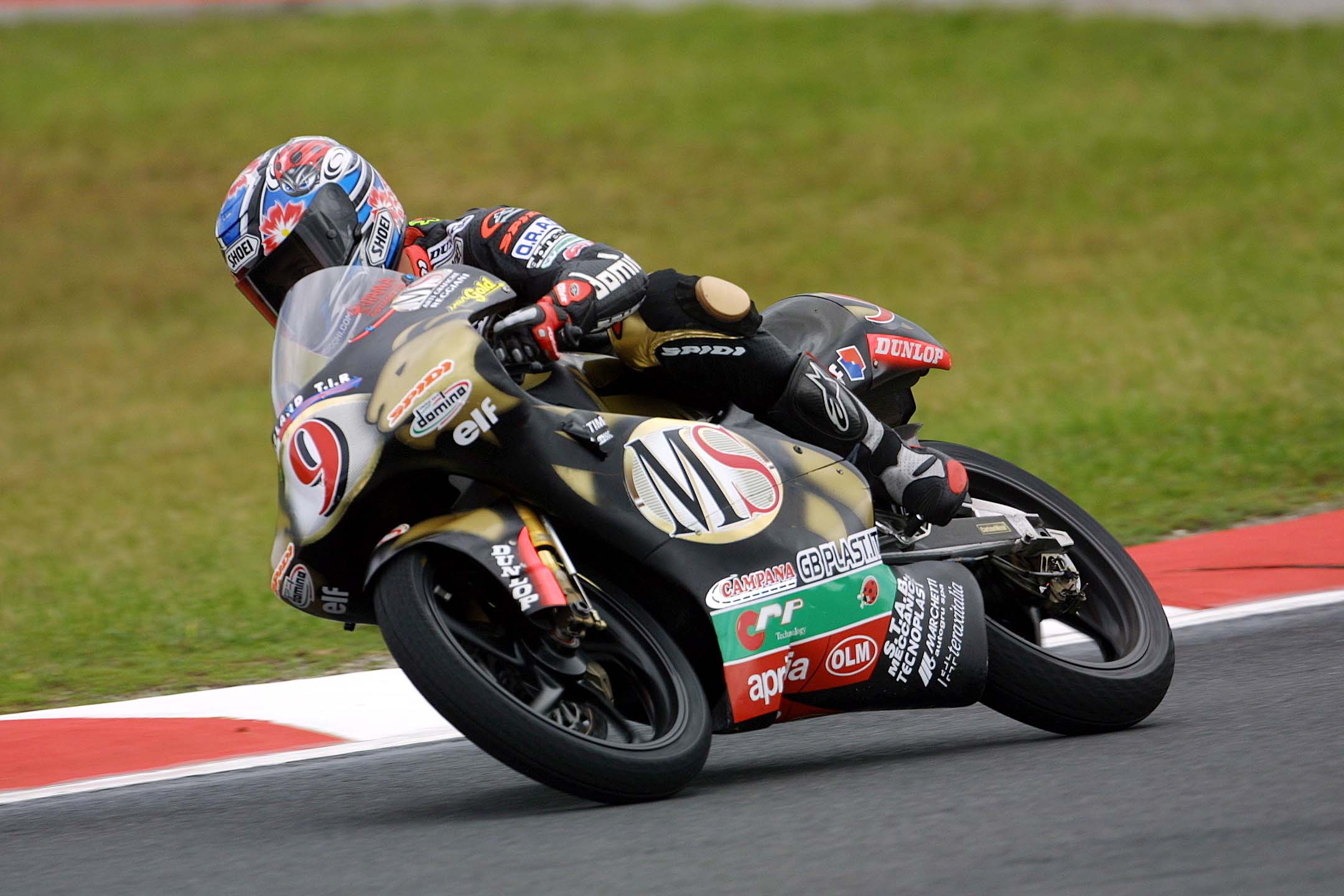
Cecchinello 2001 auf Aprilia

Lucio Cecchinello war bereits in jungen Jahren motorsportbegeistert und begann beim Motocross. Zu Beginn seiner Karriere arbeitete er als Mechaniker für verschiedene Rennteams in nationalen und internationalen Serien. Ab 1989 begann er, selbst Motorradrennen zu bestreiten, und nahm auf einer Honda NSR 125 an der italienischen 125-cm³-Sport-Produktions-Meisterschaft teil. Bereits bei seinem dritten Rennen, in Monza, feierte Cecchinello seinen ersten Sieg. Im folgenden Jahr schloss er die Meisterschaft als Zweiter hinter Max Biaggi ab.
1991 debütierte Lucio Cecchinello in der 125er-Europameisterschaft und startete auf einer Aprilia im Team Italia, für das er drei Jahre zuvor nach als Mechaniker gearbeitet hatte. Seine erste EM-Saison schloss er als Zwölfter ab. In der folgenden Saison wurde der Venezianer hinter dem Spanier Juan Borja Vize-Europameister bei den 125ern.
Zur Saison 1993 wechselte Lucio Cecchinello in die 125-cm³-Weltmeisterschaft, wo er für den Mailänder Hersteller Gazzaniga startete, aber in zwölf Rennen keinen  Punkt einfuhr. 1994 fuhr Cecchinello für Givi Racing auf einer Honda und sammelte seine ersten fünf WM-Zähler.
1995 startete Lucio Cecchinello für das renommierte Team des früheren Weltmeisters Paolo Pileri auf Honda RS 125 in der Europameisterschaft, der Venezianer gewann acht der elf ausgetragenen Rennen und sicherte sich vor dem Franzosen Frédéric Petit und seinem Landsmann Valentino Rossi souverän den EM-Titel.
Zur Saison 1996 kehrte Cecchinello in die 125er-Weltmeisterschaft zurück und startete erstmals mit seinem eigenen Team Honda Team GP3. Der Italiener fuhr regelmäßig in die Punkteränge und erreichte einige Platzierungen unter den besten zehn, wodurch er sich den 16. WM-Rang sicherte. Nach Gesamtrang 14 in der folgenden Saison steigerte sich Lucio Cecchinello 1998 auf den fünften Platz der 125er-Weltmeisterschaft. Beim Großen Preis von Madrid in Jarama gelang ihm sein erster Grand-Prix-Sieg. 1999 und 2000 erreichte Cecchinello im eigenen Team die WM-Ränge neun und elf und wurde dabei stets von seinem Teamkollegen und Angestellten Noboru Ueda geschlagen. In der Saison 2001 gelang dem Italiener, erstmals auf Aprilia startend, beim Großen Preis von Katalonien in Barcelona sein zweiter Sieg und mit Rang vier die beste WM-Platzierung seiner Karriere.
2002 errang Lucio Cecchinello drei Grand-Prix-Siege sowie insgesamt fünf Podiumsplatzierungen und wiederholte damit den vierten Gesamtrang aus dem Vorjahr. In der folgenden Saison gelang ihm trotz zweier Siege in Spanien und Italien nur noch der neunte WM-Rang. Am Ende der Saison 2003 beendete Lucio Cecchinello seine aktive Laufbahn und konzentrierte sich auf seine Funktion als Teamchef und Mitglied der Teamvereinigung der Motorrad-WM IRTA.

### Als Teamchef
Nachdem Lucio Cecchinello 1996 und 1997 als einziger Pilot für sein LCR Team an den Start gegangen war, setzte er 1998 mit dem Japaner Noboru Ueda erstmals einen zweiten Fahrer ein. Ab 2002 gab der Venezianer einigen jungen Talenten, wie Alex De Angelis, Casey Stoner oder Mattia Pasini eine Chance, erste Erfahrungen in der 125er-WM zu sammeln. Zur Saison 2005 stieg man in die 250-cm³-Klasse auf und wurde mit Aprilia-Motorrädern und Casey Stoner als Piloten auf Anhieb Vizeweltmeister. Seit 2006 startet das LCR-Team in der MotoGP-Klasse, wo man einen Fahrer auf Honda RC211V einsetzte. 2006 erreichte das Team mit Stoner den achten WM-Rang, 2007 fuhr der Spanier Carlos Checa den 14. Platz ein. Von 2008 bis 2010 ging der Franzose Randy De Puniet für LCR auf Honda RC212V an den Start. Sein Nachfolger für 2011 wurde der Moto2-Weltmeister von 2010, der Spanier Toni Elías. In der Saison 2012 fährt der Moto2-Weltmeister von 2011, der Deutsche Stefan Bradl, für das Team in der MotoGP-Klasse.

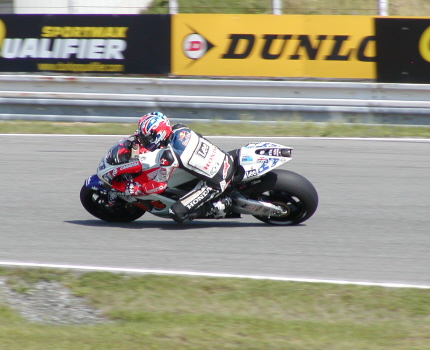
Stoner 2006 auf LCR-Honda
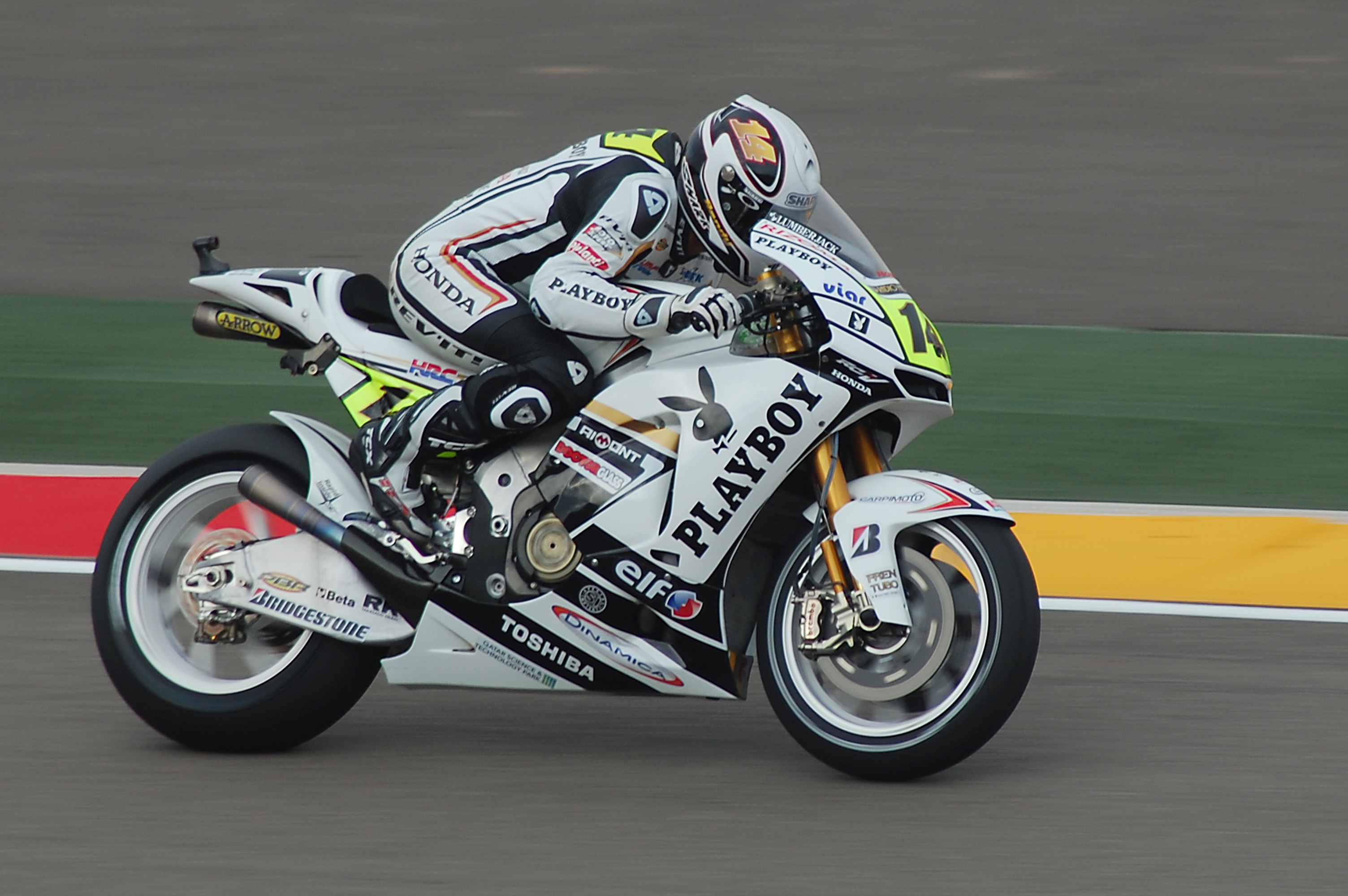
Randy De Puniet 2010
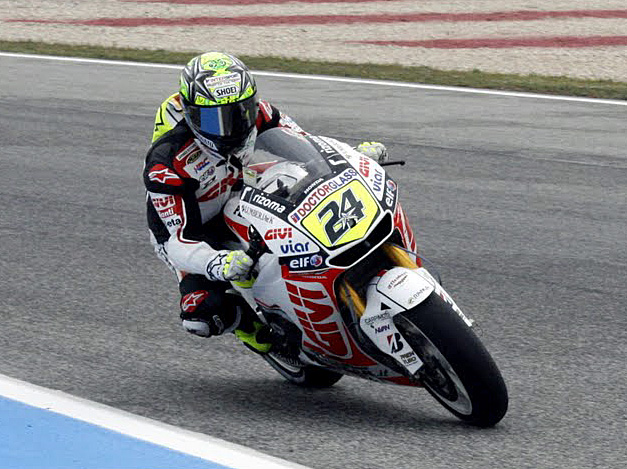
Toni Elías 2011

## Statistik

### Erfolge
- 1995 – 125-cm³-Europameister auf Honda
- 7 Grand-Prix-Siege

### In der Motorrad-Weltmeisterschaft
| Saison | Klasse  | Motorrad  | Rennen | Siege | Podien | Poles | Punkte | Ergebnis |
| ------ | ------- | --------- | ------ | ----- | ------ | ----- | ------ | -------- |
| 1993   | 125 cm³ | Gazzaniga | 12     | –     | –      | –     | –      | –        |
| 1994   | 125 cm³ | Honda     | 14     | –     | –      | –     | 5      | 30.      |
| 1996   | 125 cm³ | Honda     | 15     | –     | –      | –     | 59     | 15.      |
| 1997   | 125 cm³ | Honda     | 15     | –     | –      | –     | 73     | 14.      |
| 1998   | 125 cm³ | Honda     | 13     | 1     | 3      | –     | 130    | 5.       |
| 1999   | 125 cm³ | Honda     | 16     | –     | 4      | 3     | 108    | 9.       |
| 2000   | 125 cm³ | Honda     | 16     | –     | –      | –     | 91     | 11.      |
| 2001   | 125 cm³ | Aprilia   | 16     | 1     | 4      | 1     | 156    | 4.       |
| 2002   | 125 cm³ | Aprilia   | 16     | 3     | 5      | –     | 180    | 4.       |
| 2003   | 125 cm³ | Aprilia   | 16     | 2     | 3      | –     | 112    | 9.       |
| Gesamt | Gesamt  | Gesamt    | 149    | 7     | 19     | 4     | 914    |          |